# Modèle booléen (probabilités)
En théorie des probabilité, le modèle booléen est un cas particulier du modèle germe-grain pour lequel les germes sont générés à partir d'un processus ponctuel de Poisson.

## Définition
Soit {\displaystyle {\mathcal {C}}^{(d)}} l'ensemble des sous-ensembles compactes et non vides de {\displaystyle \mathbb {R} ^{d}}. On notera que {\displaystyle {\mathcal {C}}^{(d)}} équipé de la distance de Hausdorff est un espace métrique séparable et complet. On note {\displaystyle {{\mathcal {B}}({\mathcal {C}}^{(d)})}} la tribu borélienne associée.
Soit ℚ une mesure de probabilité sur {\displaystyle {({\mathcal {C}}^{(d)},{\mathcal {B}}({\mathcal {C}}^{(d)}))}} et soit {\displaystyle {\xi =\sum _{n=1}^{\infty }\delta _{(X_{n},Z_{n})}}} un processus ponctuel de Poisson marqué d'intensité {\displaystyle \lambda } dont les marques sont induites par la probabilité ℚ. Alors, {\displaystyle {Z:=\cup _{n=1}^{\infty }(X_{n}+Z_{n})}} est un modèle booléen d'intensité {\displaystyle \lambda }  et avec les grains de distributions ℚ.